# Aceratium megalospermum
Aceratium megalospermum är en tvåhjärtbladig växtart som först beskrevs av F. Müll., och fick sitt nu gällande namn av Van Balg.. Aceratium megalospermum ingår i släktet Aceratium och familjen Elaeocarpaceae. Inga underarter finns listade i Catalogue of Life.